# レモンエンジェル (テレビアニメ)
『レモンエンジェル』 (LEMON ANGEL) は、フジテレビ他にて放送されたテレビアニメ。
本項では、そのスピンオフ作品『レモン白書』（レモンはくしょ）についても記述する。

## 概要
アダルトアニメ『くりいむレモン』から派生した企画の1つで、5分枠の深夜アニメとして放送。1987年10月放送開始の第1期から1988年7月放送開始の第3期までの計3作品とスピンオフの『レモン白書』が製作された。いずれも、当時のテレビ局における倫理規制をクリアする程度の性描写が盛り込まれていた。
ヒロイン役の声優にはアイドルグループ「レモンエンジェル」のメンバーを、BGMにはレモンエンジェルの楽曲を起用していた。アイドルグループをアニメとの同時展開で売り込む形態の元祖であり、レモンエンジェルのメンバーをアニメ共々売り込む一方で、本家『くりいむレモン』の宣伝媒体としての役割も担っていた。しかし、放送時期が昭和天皇の体調不良期と重なっていたため、自粛ムードによって放送休止に追いやられたこともある。
後に発売されたビデオソフト版には、レモンエンジェルのメンバーが顔出し出演するコーナーなども収録されている。

## シリーズ作品
くりいむレモン レモンエンジェル
フジテレビでは1987年10月から同年12月まで放送。第1期にあたる作品で、メンバーそれぞれのミュージッククリップとしての役割を果たしていた。この当時は週3日間の帯放送で、火曜日にはエリカ、水曜日にはミキ、木曜日にはトモの映像が流されていた。
レモンエンジェル レモン白書
フジテレビでは1988年1月から同年6月まで放送。メンバーそれぞれがHな体験談を朗読するピクチャードラマ風のスピンオフ作品で、実写映像による導入部の後イラストに合わせて体験談が語られた。
ミッドナイトアニメ くりいむレモン レモンエンジェル
フジテレビでは1988年2月から同年3月まで放送。第2期にあたる作品で、メンバー3人が同じ高校に通っているという設定の学園アニメになった。この第2期以降は火曜日のみの放送となり、水曜日には前述の『レモン白書』が、木曜日には『くりいむレモン』の名場面集が放送されていた。
ミッドナイトアニメ Lemon Angel
フジテレビでは1988年7月から同年9月まで放送。第3期にあたる作品で、メンバー3人が揃った状態のミュージッククリップを中心とする内容。

## 声の出演
- レモンエンジェル - 本人役ほか、一部顔出し出演もあり
  - 島えりか
  - 絵本美希
  - 桜井智
- その他
  - 菊池正美 - 男性キャラクターのほとんど

## スタッフ
- 脚本 - 井出安軌、秋本孝志、秋すずめ、山崎理、宮崎県人、倉田悠子、森田浩光、中村謙一郎、浦田保則 ほか
- 演出 - 井出安軌、秋本孝志、秋すずめ、山崎理、岡崎幸男、滑川悟、森田浩光、中村謙一郎、浦田保則 ほか
- キャラクターデザイン - 宮崎県人
- 作画監督 - 宮崎県人、中村謙一郎、逢坂浩司、大山勝、武内啓、山崎理、もりやまゆうじ、よつやみつひろ、落合正宗、大島秀範、天野正広、吉田浩、大塚尚子、宮城信彦、山下哲 ほか

## 各話リスト
| 話数 | 放送日         | サブタイトル                                                           |
| ---- | -------------- | ---------------------------------------------------------------------- |
| １   | 1987年 10月2日 | たそがれロンリー                                                       |
| ２   | 10月7日        | 片想いのサンセット                                                     |
| ３   | 10月8日        | 都会のエンジェル                                                       |
| ４   | 10月9日        | たそがれロンリー テイク2                                               |
| ５   | 10月14日       | monologe letter                                                        |
| ６   | 10月15日       | Good bye City Angel                                                    |
| 7    | 10月16日       | 赤い光の神話                                                           |
| 8    | 10月21日       | 片想いのサンセット                                                     |
| 9    | 10月22日       | お願い やめてェ!                                                       |
| 10   | 10月23日       | Morning Shower                                                         |
| 11   | 10月28日       | 片想いのサンセット                                                     |
| 12   | 10月29日       | ラストチャンス                                                         |
| 13   | 10月30日       | たそがれロンリー ハイジャンプ編                                        |
| 14   | 11月4日        | 祭 (Sigh)                                                              |
| 15   | 11月5日        | オルゴール                                                             |
| 16   | 11月6日        | いちごのボーイ                                                         |
| 17   | 11月11日       | レモン色の天使たち                                                     |
| 18   | 11月12日       | Cruel Day                                                              |
| 19   | 11月13日       | トモのファンタジートラップ オオカミ少年の長い午後&恐怖のきのこパニック |
| 20   | 11月18日       | float                                                                  |
| 21   | 11月19日       | 花嫁                                                                   |
| 22   | 11月20日       | 誘惑しちゃうよ!                                                        |
| 23   | 11月25日       | SHE IS AN ANGEL                                                        |
| 24   | 11月26日       | 放課後の誘惑                                                           |
| 25   | 11月27日       | MY TEACHER                                                             |
| 26   | 12月2日        | 雪女                                                                   |
| 27   | 12月3日        | LOVE STORY rOUTE134                                                    |
| 28   | 12月4日        | Love Motion                                                            |
| 29   | 12月9日        | プレゼント                                                             |
| 30   | 12月10日       | 先生のお気に入り                                                       |
| 31   | 12月11日       | 天使のエスケープ                                                       |
| 32   | 12月16日       | それからのモノローグレター                                             |
| 33   | 12月17日       | みきの思い出                                                           |
| 34   | 12月18日       | 赤い光の伝説 第二章・暗黒城の秘密                                      |
| 35   | 12月23日       | 偽りのラブレター                                                       |
| 36   | 12月24日       | My Tiny Santa Claus 小さなサンタクロース                               |
| 37   | 12月25日       | トモのファンタジートラップ マッドサンタクロース                        |

### レモンエンジェル レモン白書
1. キャー！見られちゃった（イラスト：亜麻木硅）
2. えみりのモーニングC"（イラスト：美橋亜矢子）
3. ゲレンデハプニング（イラスト：八剣ヒロキ）
4. ひろこの初C"（イラスト：イサム田中）
5. 節分の夜はご用心（イラスト：有川有）
6. C2（イラスト：美橋亜矢子）
7. ゆうえんちパニック（イラスト：イサム田中）
8. 卒業記念のプレゼント（イラスト：八剣ヒロキ）
9. 冬の浜辺で（イラスト：早瀬ま美）
10. 制服の第2ボタン（イラスト：西野めぐみ）
11. （秘）C…親友の彼と（イラスト：おおさかなおこ）
12. プライベートティーチャー（イラスト：綾野冴子）
13. 春休みのクラブ活動（イラスト：美橋亜矢子）
14. バス・ピクニック（イラスト：亜麻木硅）
15. 桜の花散るお庭で（イラスト：さらねこともこ）
16. パニック・デート（イラスト：有川有）
17. プール・ゲーム（イラスト：美橋亜矢子）
18. "いちごのボーイ"しちゃったぜ!!（イラスト：八剣ヒロキ）
19. 問題のし・ゃ・し・ん（イラスト：おおさかなおこ）
20. 最終のバスで…（イラスト：美橋亜矢子）
21. 童貞・ホスピタル（イラスト：八剣ヒロキ）
22. おじいちゃんごめんね♥（イラスト：有川有）
23. おねえさまシンドローム（イラスト：おおさかなおこ）
24. ミステイク"C"（イラスト：美橋亜矢子）
25. アンティックな幻想（イラスト：さらねこともこ）

### ミッドナイトアニメ くりいむレモン レモンエンジェル
1. エリカのこがれてゆめの中
2. ミキのGood-byヴァージン
3. トモの一人旅
4. 狙われたエンジェル
5. 浮気なエリカ
6. トモは好奇心いっぱい
7. よあそびエンジェル
8. ミキのGood-Byヴァージン PART2
9. そして、卒業！

### ミッドナイトアニメ Lemon Angel
1. デートシュミレーションゲーム[2]
2. 男女二人冬物語
3. 星の舞踏会
4. レモン白書
5. 第一級恋愛罪
6. GT夏少年
7. 東京ローズ'88
8. 東京ローズ'88
9. 指輪物語
10. 指輪物語

## 音楽

### くりいむレモン レモンエンジェル
挿入歌
- 「たそがれロンリー」　歌 - 桜井智
- 「いちごのボーイ」　歌 - 桜井智
- 「片想いのサンセット」　歌 - 島えりか
- 「インディアンサマー」　歌 - 島えりか
- 「都会のエンジェル」　歌 - 絵本美希
- 「星のオルゴール」　歌 - 絵本美希
- 「天使はエスケープ」　歌 - 桜井智、島えりか、絵本美希

## 放送局
| 放送地域   | 放送局     | 放送日時                                                       | 放送系列       | 備考                           |
| ---------- | ---------- | -------------------------------------------------------------- | -------------- | ------------------------------ |
| 関東広域圏 | フジテレビ |                                                                | フジテレビ系列 | 制作局                         |
| 宮城県     | 仙台放送   |                                                                | フジテレビ系列 |                                |
| 中京広域圏 | 東海テレビ | 土曜 1:40 - 1:45（金曜深夜） 日曜 0:45 - 0:50（土曜深夜） 不明 | フジテレビ系列 |                                |
| 近畿広域圏 | 関西テレビ | 不定期放送                                                     | フジテレビ系列 | 複数話を一挙放送する形で放送。 |

このうちフジテレビでは、同局が独自に編成していた深夜番組放送枠『JOCX-TV2』で放送されていた。東海テレビでは途中から土曜深夜の『スーパーナイト24』第1部終了直後の時間帯に放送されるようになった。

## 映像ソフト
このシリーズを収録したビデオソフトがポニーキャニオンから発売された（販売元：創映新社）。後に廉価版ビデオやLD-BOX版も発売されたが、いずれも後年に廃盤となった。その後の2005年8月24日に、『LEMON ANGEL PROJECT』の発表に合わせて東芝エンタテインメントからDVD-BOXが発売された（販売元：ジェネオンエンタテインメント）。ただし、こちらは一部未収録の回がある。
ビデオソフト
- あぶないビデオTV レモンエンジェル
  1. 創刊号
  2. 第2号
  3. 第3号

LD
- レモンエンジェル LD大全集

DVD-BOX
- レモンエンジェル DVD-BOX

## 関連作品
漫画・OVA
- YJ版レモンエンジェル - 『週刊ヤングジャンプ』連載の漫画作品およびそれを原作とするOVA。登場人物はテレビアニメ版とは異なる。

小説
- 富士見書房が刊行していた「富士見美少女文庫」でレモンエンジェルのノベライズ作品が3作発売されている。本作で脚本を担当した覆面作家の倉田悠子がノベライズを執筆したが、後年には川端康成文学賞や谷崎潤一郎賞を受賞した稲葉真弓が、文芸誌の随筆で自身が倉田だったことを明かしている。

ゲーム
- 麻雀レモンエンジェル - 1990年にホームデータから発売されたアーケードゲームで、いわゆる脱衣麻雀である。1994年2月25日にはナグザットからPCエンジン版が発売されたが、既にレモンエンジェルが解散した後だったため、エリカ役・ミキ役・トモ役ともに別の声優が担当している。
- レモンエンジェル - 1995年7月21日にフェアリーダストから発売されたPC-9800シリーズ用のアダルトゲーム。開発は『VIPER』シリーズで知られるソニアが担当。
- レモンエンジェルパラダイス - 1996年2月23日にフェアリーダストから発売されたWindows 95/Macintosh用のアダルトゲーム。Win/MacハイブリッドCD-ROM仕様。

実写ドラマ
- レモンエンジェル 実写版 - 2006年6月23日にハピネット・ピクチャーズから発売されたオリジナルビデオ。オリジナルメンバーの活動から時間が経ってからのリリースであり、エリカ役・ミキ役・トモ役を演じているのはしほの涼などオリジナルとは異なる人物となる。オリジナルメンバーによる実写ドラマ化はされなかった。

その他の関連作品
- くりいむレモン
- LEMON ANGEL PROJECT - 2006年に独立UHF局などで放送されたテレビアニメで、上記実写版にも出演しているしほの涼が声優を務めていた。エグゼクティブプロデューサーには、創映新社の社長だった吉田尚剛が名を連ねている。